# گئورگ هوهانیسیان
گئورگ کاراپتی هوهانیسیان (ارمنی: Գևորգ Կարապետի Հովհաննիսյան؛ زادهٔ ۱۶ ژوئن ۱۹۸۳ در گیومری) بازیکن فوتبال در پست مدافع اهل ارمنستان است.

## باشگاهی
از باشگاه‌هایی که در آن بازی کرده‌است می‌توان به باشگاه فوتبال شیراک و باشگاه فوتبال اورارتو اشاره کرد.

## تیم ملی
وی همچنین در تیم ملی فوتبال ارمنستان بازی کرده‌است.